# Fånggröda

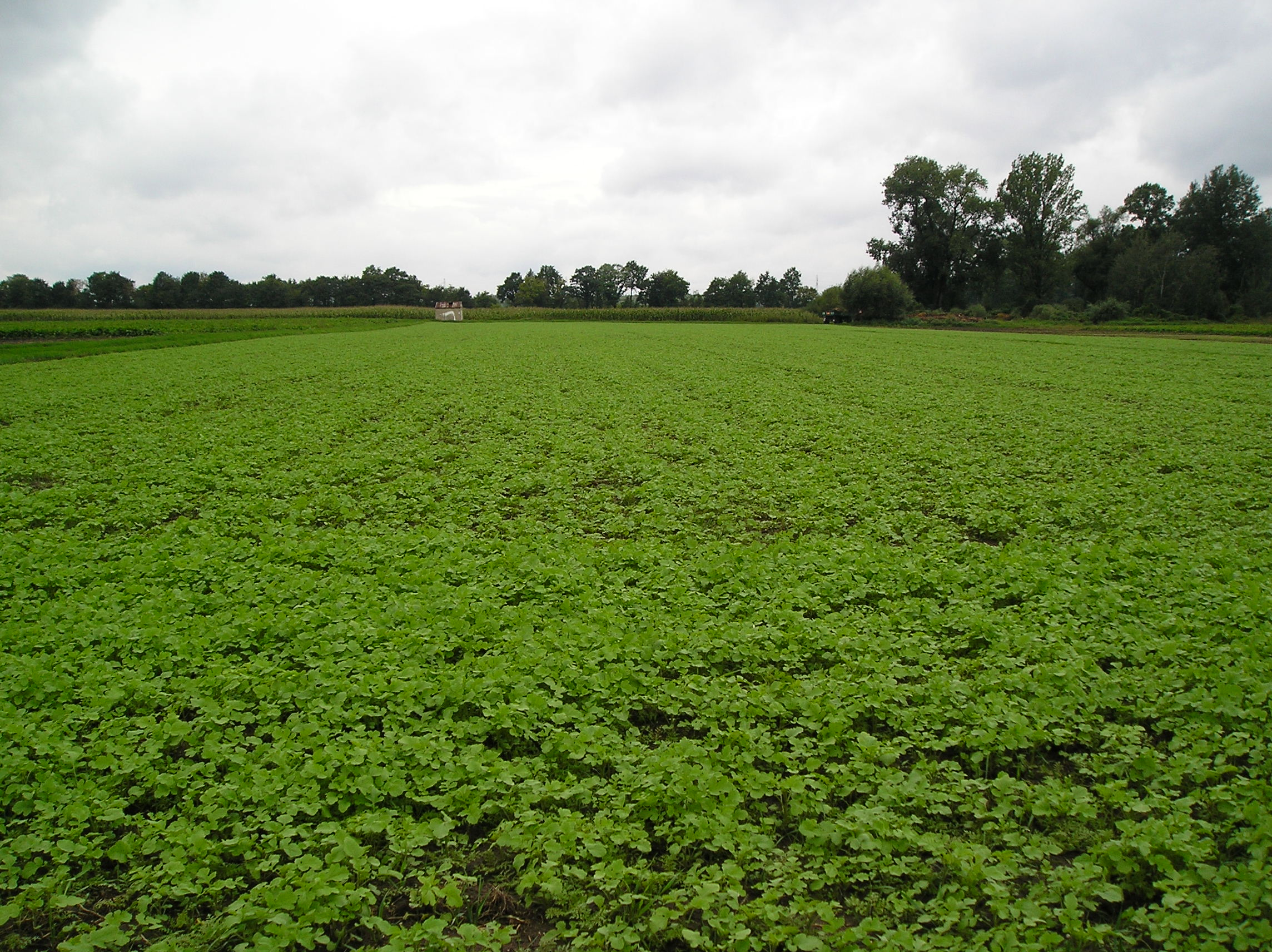
Vitsenap som fånggröda i ett sädesfält i Polen.

Fånggröda är en gröda, vilken sås in i befintlig gröda. Den är avsedd för att ta upp växtnäring under sensommaren och höst, för att sedan plöjas ner. Ett flertal vetenskapliga undersökningar har visat att fånggrödor minskar växtnäringsläckaget och därmed övergödningen. Dessutom ökar transpirationen från fältet, varpå avrinningen minskar. Fånggrödor ger EU-bidrag och får räknas in i arealen vintergrön mark.